# دغموس
الدَّغْمُوسُ (الاسم العلمي: Cytinus) هي جنس من النباتات يتبع الفصيلة الدغموسية من رتبة الخبازيات.

## أنواع الدغموس
- دغموس باروني (الاسم العلمي:Cytinus baronii)
- دغموس رأس الرجاء (الاسم العلمي:Cytinus capensis)
- دغموس غدي (الاسم العلمي:Cytinus glandulosus)
- دغموس قابض (الاسم العلمي:Cytinus hypocistis)
- دغموس مالغاسي (الاسم العلمي:Cytinus malagasicus)
- دغموس أحمر (الاسم العلمي:Cytinus ruber)
- دغموس دموي (الاسم العلمي:Cytinus sanguineus)
- دغموس فيساري (الاسم العلمي:Cytinus visseri)